# Rivière Trenche Sud
Rivière Trenche Sud är ett vattendrag i Kanada.   Det ligger i provinsen Québec, i den östra delen av landet, 400 km nordost om huvudstaden Ottawa.
I omgivningarna runt Rivière Trenche Sud växer i huvudsak blandskog. Trakten runt Rivière Trenche Sud är nära nog obefolkad, med mindre än två invånare per kvadratkilometer.